# Церковь Рождества Пресвятой Богородицы (Пшемысль)
Церковь Рождества Пресвятой Богородицы (пол. Cerkiew Narodzenia Przenajświętszej Bogurodzicy) — православный храм Православного ординариата Войска Польского Польской православной церкви в городе Перемышле (Пшемысле).
Грекокатолическая церковь Рождества Пресвятой Богородицы была построена в 1880 году. В 1985 году передана православным. 
Церковь имеет три купола. Внутри расположен иконостас XIX века.
Церковь вписана в реестр памятников Польши 7 июня 1983 года под номером A-471.

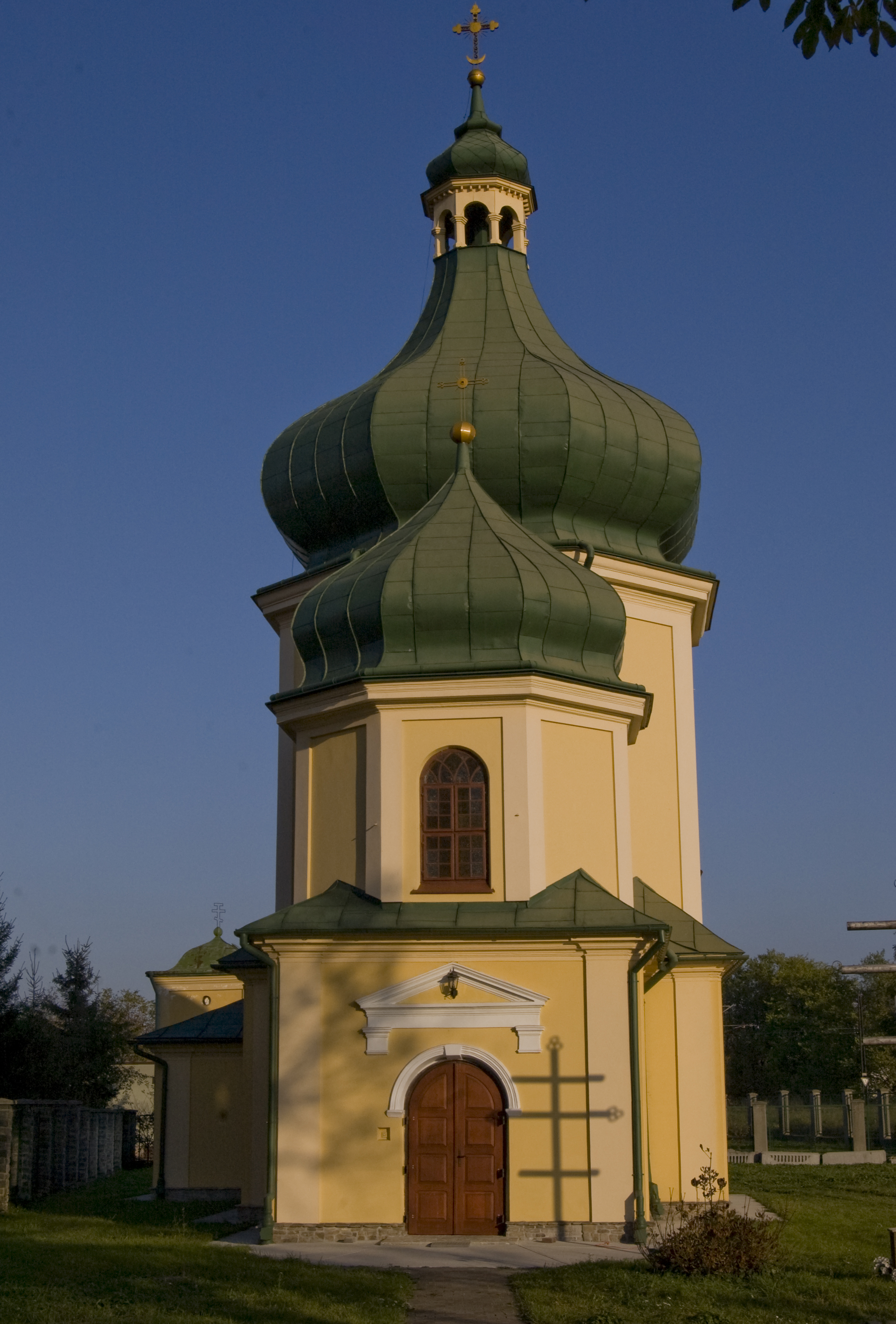
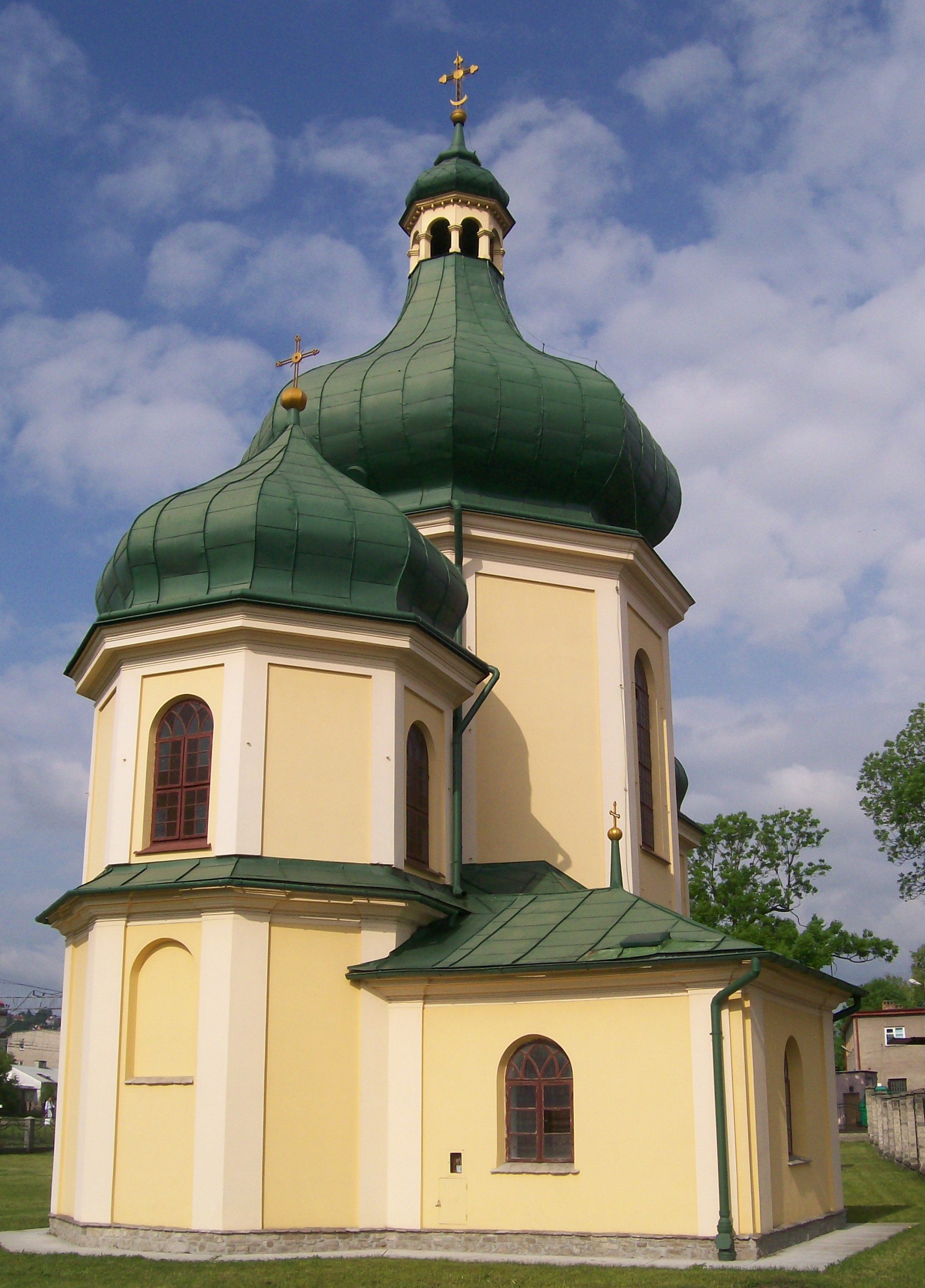